# Yehoshua Leib Diskin
Yehoshua Yehuda Leib Diskin (Maharal Diskin), né en 1818 à Hrodna (Grodno), Empire Russe, aujourd'hui Biélorussie et mort le 22 janvier 1898 Jérusalem, Israël, fut rabbin successivement de Łomża (Lomza), en Pologne; Międzyrzec Podlaski (Mezeritch), aujourd'hui en Pologne; Kaunas (Kovno) en Lituanie; Chklow (Shklov, Škloŭ), aujourd'hui en Biélorussie; Brest (Brisk), aujourd'hui en Biélorussie; en Europe de l'Est et puis de Jérusalem de 1878 à la fin de sa vie.

## Biographie
Yehoshua Yehuda Leib Diskin est né en 1818, à Hrodna (Grodno), dans l'Empire Russe, aujourd'hui en Biélorussie. Son père, le rabbin Binyamin Dinskin est le rabbin de Grodno, puis devient le rabbin de Vawkavysk (Volkovisk), aujourd'hui en Biélorussie (ä 71 km au sud-est de Hrodna et à 233 km à l'ouest-sud-ouest de Minsk), puis de Łomża (Lomza), en Pologne.
Avant sa Bar Mitzvah, donc avant l'âge de 13 ans, Yehoshua Leib Diskin est fiancé avec la fille du rabbin Brode et il se marie avec elle à l'âge de 14 ans. Avec son épouse, il vit chez son beau-père à Vawkavysk (Volkovisk, Wolkowitz).

### Rabbin en Pologne et en Biélorussie (1836-1878)
En 1836, À l'âge de 18 ans, Yehoshua Leib Diskin devient rabbin et 7 ans plus tard, en 1843, il succède à son père comme rabbin de Łomża (Lomza), en Pologne.
Il devient ensuite le rabbin de Międzyrzec Podlaski (Mezeritch), aujourd'hui en Pologne; Kaunas (Kovno) en Lituanie; Chklow (Shklov, Škloŭ), aujourd'hui en Biélorussie;puis de Brest (Brisk), aujourd'hui en Biélorussie.

### Jérusalem  (1878-1898)
En 1878, Yehoshua Leib Diskin quitte Brest pour la Palestine, où il devient le leader de la communauté ashkenaze de Jérusalem.
Il décide, vu la nécessité, d'ouvrir un orphelinat dans la vieille ville de Jérusalem. L'orphelinat Diskin est établi en 1881. Du Quartier juif de la vieille ville de Jérusalem, l'orphelinat va être transféré dans la Rue des Prophètes. La seconde épouse de Yehoshua Leib Diskin, Sarah, connue comme la Rebbetzin Brisker, avait une dot de 40,000 roubles, qui va permettre de financer l'orphelinat. Sara Diskin descend du rabbin Yechezkel Landau (le Nodah BiYehudah) et du rabbin Joshua Zeitlin. Elle décède en 1907.
Il fonde la Yechiva Ohel Moshe (La Tente de Moïse).
Il est mort le 22 janvier 1898 à Jérusalem, où il est enterré au cimetière juif du mont des Oliviers.

### Décline l'offre d'être Grand-rabbin de New York
Dans les années 1880, Yehoshua Leib Diskin se voit offrir la position de Grand-rabbin de New York. Il décline cette offre.

### Famille
Il a un fils, le rabbin Yitzhak Yerucham Diskin.